# Strandeiland
Strandeiland is een eiland en toekomstige woonbuurt van Amsterdam, in Amsterdam-Oost en de wijk IJburg. Het eiland maakt deel uit van de tweede fase van IJburg. Het eiland is in 2023 voor het grootste deel opgespoten, maar de woningbouw is nog niet begonnen. Aan de westkant, aan de IJburgbaai, is een stadsstrand gecreëerd. Dit stadsstrand is een van de trekpleisters van IJburg. Sinds 2021 is hier een tijdelijke vestiging van restaurant De Japanner gevestigd. Ook kunnen er verschillende watersport activiteiten beoefend worden.
Aan de westkant is het eiland verbonden met het Centrumeiland en in het noorden zal het worden verbonden met het nog op te spuiten Buiteneiland. De wijk is per 15 december 2024 ontsloten door bus 360 en vanaf medio 2026 ook door de IJtram.
Op Strandeiland zullen zo'n 8.000 woningen worden gebouwd, voor circa 20 duizend bewoners, waarmee dit project tot een van de grootste toekomstige stadswijken van Amsterdam behoort. De bouw van woningen zou omstreeks 2023 kunnen beginnen. Naast de woningen komt er voor commerciële en maatschappelijke bestemmingen zo'n 120.000 vierkante meter beschikbaar en wordt er bijna 6 hectare aan groen voor recreatie gerealiseerd.

## Stedenbouwkundig plan
Het stedenbouwkundig plan laat zien dat op het zuidelijke stuk van het eiland de Muiderbuurt zal worden gebouwd, en op het noordelijk stuk de Pampusbuurt. In het midden van het eiland komt een open water, genaamd het Oog. De oostkant van het eiland zal de naam Oosterend krijgen. Aan de westkant wordt het huidige strand uitgebreid tot een lengte van 750 meter. Aan deze zijde komt ook een havenkom, waar horeca voorzien is. Aan de zuidzijde van het eiland, daar waar het aan het IJmeer ligt, komt een ruige natuurrand. 
De plannen voor Strandeiland wijken af van het originele ontwerp van de tweede fase van IJburg, toen er op dezelfde plek nog twee kleinere eilanden voorzien waren, genaamd Strandeiland in het zuiden, en Middeneiland in het noorden.
 Abberdaan · Admiralenbuurt · Amstel III · Amsteldorp · Amstelkwartier · Andreas Ensemble · Apollobuurt · ArenAPoort · Bajeskwartier · Banne Buiksloot · Bedrijventerrein Sloterdijk · Bellamybuurt · Betondorp · Bijlmer · Binnenstad · Bloemenbuurt · Borgerbuurt · Borneo · Bos en Lommer · Buiksloot · Buiksloterham · Buikslotermeer · Buiteneiland · Buitenveldert · Bullewijk · Burgwallen Oude Zijde · Burgwallen Nieuwe Zijde · Centrum Amsterdam Noord · Centrumeiland · Chassébuurt · Chinatown · Cremerbuurt (Amsterdam) · Cruquius · Czaar Peterbuurt · Da Costabuurt · Dapperbuurt · De Aker · De Baarsjes · De Bongerd · De Eendracht · De Heining · De Krommert · De 9 Straatjes · De Omval · De Pijp · Diamantbuurt · Driemond · Disteldorp · Dubbele Buurt · Duivelseiland · Duvelshoek · Elzenhagen · Erasmusparkbuurt · Floradorp · Frederik Hendrikbuurt · Funenpark · Gaasperdam · Gein · Geuzenveld · Gibraltarbuurt · Gouden Reael · Gulden Winckelbuurt · Grachtengordel · Haarlemmerbuurt · Hallenkwartier · Haven-Stad · Haveneiland · Havenstraatterrein · Helmersbuurt · Het Funen · Holendrecht · Hoofddorppleinbuurt · Houthaven · IJ-oevers · IJburg · IJdock · IJplein · Indische Buurt · Jan Maijenbuurt · Java-eiland · Jeruzalem · Jeugdland ·Jodenbuurt · Jordaan · Julianapark · Kadijken · Kadoelen · Kattenburg · Kinkerbuurt · KNSM-eiland · Kolenkitbuurt · Kop van Jut · Van der Kunbuurt · Laan van Spartaan · Landlust · Landstrekenbuurt · Lastage · Leidsebuurt · Lutkemeer · Marathonbuurt · Marineterrein · Marken · Marktkwartier · Medisch Centrum Slotervaart · Mercatorbuurt · Middelveldsche Akerpolder · Molenwijk · Museumkwartier · Nellestein · Nieuw Sloten · Amsterdam Nieuw-West · Nieuwe Pijp · Nieuwendam · Nieuwendammerdijk en Buiksloterdijk · Nieuwendammerham · Nieuwezijde · Nieuwmarkt · Noorderhof · Noordoever Sloterplas · Noordse Bos · Olympisch Kwartier · Omval · Ookmeer · Oostelijk Havengebied · Oostelijke Eilanden · Oostelijke Handelskade · Oostenburg · Oosterdokseiland · Oosterparkbuurt · Oostoever Sloterplas · Oostpoort · Oostzanerwerf · Osdorp · Oud Osdorp · Oud-Oost · Oud-West · Oud-Zuid · Oude Pijp · Oudezijde · Overamstel · Overhoeks · Overtoombuurt · Overtoomse Buurt · Overtoomse Veld · Park Haagseweg · Park de Meer · Plan van Gool · Plan West · Plan Zuid · Planciusbuurt · Plantagebuurt · Postjesbuurt · Prinses Irenebuurt · Rapenburg · Reigersbos · Riekerpolder · Rieteilanden · Rietlanden · Rivierenbuurt · Robert Scottbuurt · Roeterseiland · Ruigoord · Schinkel (bedrijventerrein) · Schinkelbuurt · Science Park · Sloten · Sloterdijk · Sloterdijk-Centrum · Slotermeer · Slotervaart · Sluisbuurt · Spaarndammerbuurt · Spieringhorn · Sporenburg · Sportheldenbuurt · Staatsliedenbuurt · Stadionbuurt · Steigereiland · Strandeiland · Teleport · Transvaalbuurt · Trompbuurt · Tuindorp Buiksloot · Tuindorp Buiksloterham · Tuindorp Nieuwendam · Tuindorp Oostzaan · Tuttifruttidorp · Van Tijenbuurt · Uilenburg · Universiteitskwartier · Valkenburg · Van der Kunbuurt · Van der Pekbuurt · Van Lennepbuurt · Venserpolder · Vlooienburg · Vogelbuurt · Vogeldorp · Vogeltjeswei · Volewijck · Vondelparkbuurt · Vrije Geer · Waalseiland · Watergraafsmeer · Waterlandpleinbuurt · Waterwijk · Weesp · Weesperbuurt · Weespertrekvaartbuurt · Weesperzijde · Westelijke Eilanden · Westelijke Tuinsteden · Westerdokseiland · Westerpark · Westpoort · Willemspark · Wittenburg · Zeeburg · Zeeburgereiland · Zeeheldenbuurt · Zuidas · Zuideramstel